# Арам Варданян
Арам Варданян (нар. 11 листопада 1995) — узбецький борець греко-римського стилю, срібний призер чемпіонату світу, дворазовий бронзовий призер чемпіонатів Азії, бронзовий призер Азійських ігор.

## Життєпис
У 2012 році став бронзовим призером чемпіонату Азії серед кадетів. У 2015 році завоював срібну медаль чемпіонату Азії серед юніорів.

## Спортивні результати на міжнародних змаганнях

### Виступи на Чемпіонатах світу
| Змагання                        | Збірна     | Вагова категорія                 | Місце  |
| ------------------------------- | ---------- | -------------------------------- | ------ |
| Чемпіонат світу з боротьби 2017 | Узбекистан | греко-римська боротьба, до 71 кг | 25     |
| Чемпіонат світу з боротьби 2018 | Узбекистан | греко-римська боротьба, до 72 кг | 15     |
| Чемпіонат світу з боротьби 2019 | Узбекистан | греко-римська боротьба, до 72 кг | Срібло |

### Виступи на Чемпіонатах Азії
| Змагання                       | Збірна     | Вагова категорія                 | Місце  |
| ------------------------------ | ---------- | -------------------------------- | ------ |
| Чемпіонат Азії з боротьби 2016 | Узбекистан | греко-римська боротьба, до 66 кг | Бронза |
| Чемпіонат Азії з боротьби 2018 | Узбекистан | греко-римська боротьба, до 72 кг | Бронза |
| Чемпіонат Азії з боротьби 2019 | Узбекистан | греко-римська боротьба, до 72 кг | 5      |

### Виступи на Азійських іграх
| Змагання                        | Збірна     | Вагова категорія                 | Місце  |
| ------------------------------- | ---------- | -------------------------------- | ------ |
| Азійські ігри в приміщенні 2017 | Узбекистан | греко-римська боротьба, до 71 кг | Бронза |

### Виступи на інших змаганнях
| Змагання                                                      | Збірна     | Вагова категорія                        | Місце  |
| ------------------------------------------------------------- | ---------- | --------------------------------------- | ------ |
| Олімпійський кваліфікаційний турнір з боротьби 2016 (Стамбул) | Узбекистан | греко-римська боротьба, до 66 кг        | 27     |
| Кубок Владислава Пітласинські 2016                            | Узбекистан | греко-римська боротьба, до 66 кг        | 10     |
| Меморіал Болата Турлиханова 2016                              | Узбекистан | греко-римська боротьба, до 66 кг        | Бронза |
| Кубок Алроси 2016                                             | Узбекистан | греко-римська боротьба, до Teamevent кг | 5      |
| Турнір Івана Піддубного 2017                                  | Узбекистан | греко-римська боротьба, до 66 кг        | 24     |
| Меморіал Олега Караваєва 2017                                 | Узбекистан | команда                                 | 5      |

### Виступи на змаганнях молодших вікових груп
| Змагання                                      | Збірна     | Вагова категорія                 | Місце  |
| --------------------------------------------- | ---------- | -------------------------------- | ------ |
| Чемпіонат Азії з боротьби серед кадетів 2012  | Узбекистан | греко-римська боротьба, до 54 кг | Бронза |
| Чемпіонат Азії з боротьби серед юніорів 2015  | Узбекистан | греко-римська боротьба, до 66 кг | Срібло |
| Чемпіонат світу з боротьби серед юніорів 2015 | Узбекистан | греко-римська боротьба, до 66 кг | 10     |
| Чемпіонат світу з боротьби серед молоді 2018  | Узбекистан | греко-римська боротьба, до 72 кг | 7      |